# Frederiksberg

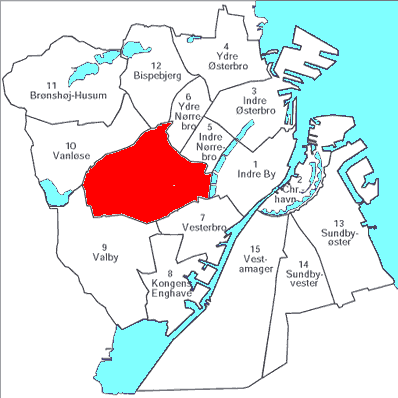
Bản đồ ở Copenhagen

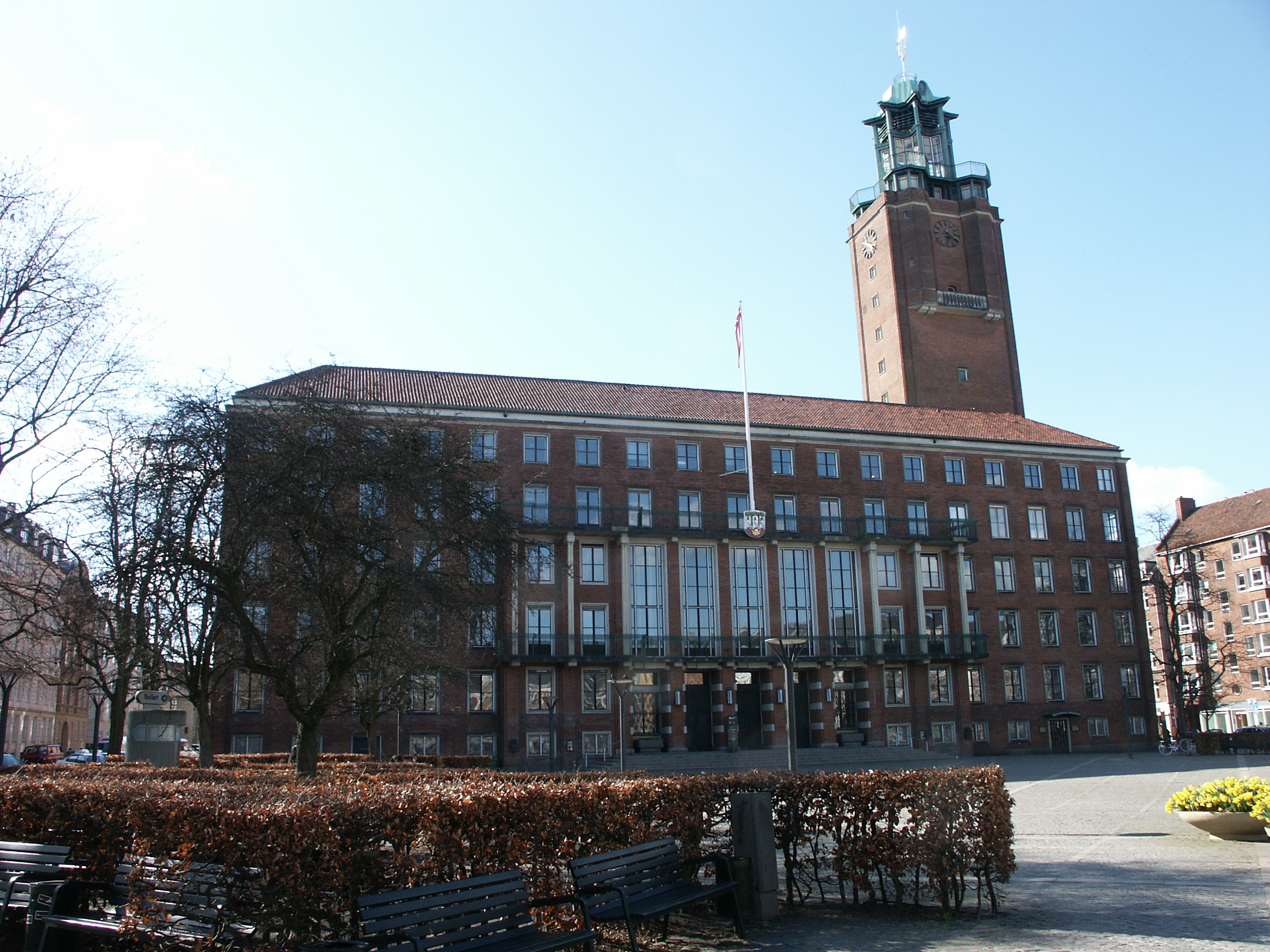
Tòa thị chính

Frederiksberg' là thành phố Đan Mạch thủ phủ của Khu tự quản Frederiksberg, ở vùng Region Hovedstaden (Vùng thủ đô). Dân số thành phố này vào năm 2010 là 96.718 người. Đây là thành phố đông dân thứ năm của Đan Mạch sau Copenhagen, Århus, Odense và Ålborg. Thành phố có diện tích 8,7  km². 